# Loch Tay
Loch Tay (gael. Loch Tatha) – jezioro w Szkocji położone na południe od gór Grampian. Jest to największe jezioro Perth and Kinross; o długości 14,55 mil (23,42 km) i szerokości od 1 do 1,5 mili (1,6 km do 2,4 km). W najgłębszym miejscu mierzy 490 ft (około 149,35 m). Na południowym krańcu jeziora znajduje się miasteczko Killin, na północnym zaś wioska Kenmore. Loch Tay jest znanym ośrodkiem sportów wodnych: kajakarstwa, wioślarstwa, żeglarstwa i wędkarstwa.